# 1re série 1937/38
Die Saison 1937/38 war die 22. Spielzeit der 1re série, der höchsten französischen Eishockeyspielklasse. Meister wurden zum insgesamt zweiten Mal in der Vereinsgeschichte die Français Volants. 

## Meisterschaft
- 1. Platz: Français Volants
- 2. Platz: Chamonix Hockey Club
- 3. Platz: Diables de France